# Аннагиев, Муршуд Ханвели оглы
 Муршуд Ханвали оглы Аннагиев  (азерб. Mürşüd Xanvəli oğlu Ənnağıyev) — азербайджанский учёный, доктор химических наук.

## Биография
Муршуд Аннагиев родился 15 мая 1934 года в селе Агуди Сисианского района Армянской ССР. Окончил математический факультет Азербайджанского государственного педагогического института. Защитил диссертацию на соискание учёной степени доктора химических наук по специальности 02.00.04 - Физическая химия.
Профессор Муршуд Аннагиев работал заведующим сектором в Институте химических проблем имени академика М. Ф. Нагиева НАНА.

## Научная деятельность
Муршуд Аннагиев разработал способы получения эффективных адсорбентов на основе природных алюмосиликатов для очистки промышленных газов и жидких углеводородов от различных примесей.
Им разработаны способы регулирования природы, силы и количества активных и адсорбционных центров на поверхности сорбентов в зависимости от различных факторов с целью их применения в различных отраслях народного хозяйства. Применены в промышленности адсорбенты на основе природных цеолитов в процессах осушки промышленных газов.
М. Аннагиев — автор 180 опубликованных научных статей, 2 монографий.
Под его руководством подготовлено 5 кандидатов наук.

## Награды
- Медаль «Прогресс» (14 декабря 2005 года) — за заслуги в развитии азербайджанской науки[1].

## Избранные научные труды
- М. Х. Аннагиев. Адсорбенты на основе природных цеолитов в процессах адсорбции различных газов и паров / АН Азербайджана, Институт неорганической и физической химии. — Баку: Элм, 1992. — 103 с.

- М. Х. Аннагиев. Исследование адсорбционных свойств природных цеолитов (недоступная ссылка — история) // Акад. наук АзССР, Ин-т неорганич. и физич. химии. — Баку: Элм, 1986. — С. 92—107.

- М. Х. Аннагиев, С. Д. Зейналов, З. Р. Агаева. Влияние катионной части сульфонатов на их ингибирующие коррозию действия // Конденсированные среды и межфазные границы. — Воронежский государственный университет, 2006. — Т. 8. — С. 5—6. — ISSN 1606-867X.

- М. Х. Аннагиев, С. А. Алиджанова, Дж. Т. Рустамова, Т. М. Кулиев. Сорбенты на основе бентонита Апшеронского месторождения для очистки отработавших компрессорных масел // Химия и технология топлив и масел. — ООО "ТУМА ГРУПП", 2006. — С. 34—36. — ISSN 0023-1169.

- М. Х. Аннагиев, У. А. Мамедов. Исследование текстурных характеристик бентонитов месторождения Гызыл-даре (Азербайджан) // Современные наукоемкие технологии. — ООО "Издательский Дом "Академия Естествознания", 2009. — С. 13—18. — ISSN 1812-7320.

- M. Kh. Annagiev, R. S. Safarov, S. S. Bairamova, G. N. Mamedova and Dzh. T. Rustamov. Study of phenol and carbon dioxide adsorption by the sorbents based on montomorillonite and diatomite (недоступная ссылка — история) (англ.) // Russian Journal of General Chemistry. — 2010. — P. 1053—1055.

- M. Kh. Annagiev, R. S. Safarov, Kh. M. Adygezalov and A. I. Yagubov. Studying of phenol adsorption on modified forms of bentonite (недоступная ссылка — история) // Russian Journal of Applied Chemistry. — Т. 83. — С. 171—173.

- M. K. Annagiyev, S. G. Aliyeva and T. M. Kuliyev. 31-P-07-Purification of the waste liquid hydrocarbons using cation-exchanged forms of clinoptilolite (недоступная ссылка — история) // Studies in Surface Science and Catalysis. — 2001. — Т. 135. — С. 369.